# Axie Infinity
Axie Infinity è un videogioco online basato su token non fungibile, sviluppato dallo studio vietnamita Sky Mavis, noto per la sua economia di gioco fondata sull'utilizzo di criptovalute basate su Ethereum.
I giocatori di Axie Infinity raccolgono e coniano NFT che vengono rappresentati come animali digitali ispirati ad axolotl, noti come Axies. Queste creature possono essere allevate e fatte combattere tra loro all'interno del gioco. Sky Mavis addebita una commissione del 4,25% ai giocatori quando scambiano Axies sul suo marketplace.
A livello strutturale Axie Infinity è basato su Ronin Network, una sidechain collegata ad Ethereum sviluppata da Sky Mavis.

## Gioco
Secondo il sito web dell'azienda, Axie Infinity è un gioco competitivo con un sistema di "battaglia inattiva" derivato da giochi come Final Fantasy Tactics e Idle Heroes. Il gioco ha un'economia interna in cui i giocatori possono acquistare, vendere e scambiare le risorse guadagnate. Il percorso principale per la progressione nel gioco è espandere le dimensioni della propria collezione.
Il gioco utilizza un modello "pay-to-earn" (chiamato anche modello "pay-to-play-to-earn") in cui, dopo aver pagato i costi iniziali, i partecipanti possono guadagnare una criptovaluta in-game basata su Ethereum. Axie Infinity consente agli utenti di incassare i propri token ogni quattordici giorni. Questo modello è stato descritto come una forma di gioco d'azzardo, e con un mercato instabile che dipende eccessivamente dall'afflusso di nuovi giocatori.
Nel febbraio 2020, Sky Mavis ha stimato che il giocatore medio doveva spendere circa $ 400 per soddisfare questo requisito iniziale. Ad agosto 2020, l'Axie più economico costava circa $ 307, anche se i rapporti di marzo 2022 suggeriscono che il prezzo minimo di un'Axie è sceso a circa 20 dollari.
Nelle Filippine, dove proviene la maggior parte dei giocatori di Axie Infinity, il costo proibitivo di ingresso ha portato alla formazione di gilde che hanno affittato beni per consentire ai nuovi giocatori di soddisfare i requisiti minimi. A partire da giugno 2021, alcune persone nelle Filippine avevano iniziato a considerare il gioco come la loro principale fonte di reddito, sebbene i tassi di guadagno giocando ad Axie Infinity fossero scesi al di sotto del salario minimo nazionale entro settembre 2021. Il Dipartimento delle finanze filippino ha anche chiarito che il reddito derivante dal gioco di Axie Infinity è imponibile e ha suggerito che la SEC e il BSP possano classificare la sua criptovaluta come valuta o titolo.
Oltre al gameplay, i giocatori di Axie Infinity possono anche acquistare terre virtuali e altre risorse di gioco come NFT: la vendita record di un appezzamento di terreno virtuale è stata di $ 2,3 milioni, il 25 novembre 2021.

## Sviluppo
Lo sviluppo di Axie Infinity è iniziato nel 2017, guidato dal suo co-fondatore e CEO, Trung Nguyen, insieme a un gruppo di suoi amici. Da appassionato giocatore, Nguyen aveva investito denaro nel suo gameplay di CryptoKitties, prima di rendersi conto di poter realizzare il proprio gioco basato su blockchain, combinando elementi di CryptoKitties con il gameplay competitivo della serie Pokémon o Neopets.

## Attacchi Hacker
Il 23 marzo 2022 un gruppo di hacker è riuscito ad approfittare di una vulnerabilità informatica per rubare criptovalute (173.699 Ether e 22,5 milioni di USDC) dal sito dell'azienda, per una cifra stimata di circa 615 milioni di dollari al prezzo di queste criptovalute al momento dell'annuncio (e $ 545 milioni il giorno dell'attacco). La società ha annunciato che sta cercando con le autorità, i propri tecnici e gli investitori di recuperare o rimborsare i fondi rubati.
Un mese prima dell'incidente, il gioco era diventato la prima 'NFT series' a superare i 4 miliardi di dollari di vendite.